# Gouesnou
Gouesnou (bret. Gouenoù) to miejscowość, gmina oraz dzielnica miasta Brest we Francji, w regionie Bretania, w departamencie Finistère.
Według danych na rok 2006 gminę zamieszkiwało 6 430, a gęstość zaludnienia wynosiła 448 osób/km² (wśród 1269 gmin Bretanii Gouesnou plasuje się na 74. miejscu pod względem liczby ludności, natomiast pod względem powierzchni na miejscu 762.).